# Home: Llar dolça llar
Home: Llar dolça llar (títol original en anglès: Home) és una pel·lícula de comèdia de ciència-ficció animada per ordinador estatunidenca de 2015 produïda per DreamWorks Animation i distribuïda per 20th Century Fox. Basada lliurement en el llibre infantil d'Adam Rex de 2007 The True Meaning of Smekday, la pel·lícula va ser dirigida per Tim Johnson a partir d'un guió de Tom J. Astle i Matt Ember, i protagonitzada originalment per les veus de Jim Parsons, Rihanna, Steve Martin, Jennifer Lopez i Matt Jones. La història segueix les aventures compartides d'un simpàtic extraterrestre que és rebutjat per la resta de la seva espècie, i d'una adolescent que busca la seva mare després de separar-se durant una invasió de la Terra. Aquesta pel·lícula s'ha doblat i subtitulat al català.
La pel·lícula es va estrenar al Festival Internacional de Cinema de Boulder el 7 de març de 2015 i es va estrenar als cinemes el 27 de març de 2015. Home es va promocionar amb l'estrena d'un curtmetratge de quatre minuts titulat Almost Home, que es va projectar als cinemes abans de Mr. Peabody & Sherman de DreamWorks Animation i Rio 2 de Blue Sky Studios el 2014. Rihanna va crear un àlbum conceptual amb el mateix nom que la pel·lícula Home. La banda sonora també inclou la veu convidada de Jennifer Lopez, entre d'altres, i va comptar amb el suport de dos senzills, "Towards the Sun" i "Feel the Light". Home va rebre crítiques diverses i va recaptar 386 milions de dòlars a tot el món.
El 29 de juliol de 2016 es va estrenar una sèrie original de Netflix d'animació tradicional, amb els elements de la seva trama succeint després dels esdeveniments de la pel·lícula. Amb l'excepció de Matt Jones, cap del repartiment original va repetir els seus papers per a la sèrie.